# Кларк, Джеймс Фримен
Джеймс Фримен Кларк (англ. James Freeman Clarke; 4 апреля 1810 — 8 июня 1888) — североамериканский богослов, проповедник общины унитарианцев в Бостоне.

## Биография
Окончил школу богословия Гарвардского университета. Ученик Джона Палфри.
Сестра Джеймса — художница Сара Энн Фриман Кларк.

## Публикации
- «Christian doctrine of prayer» («Христианская доктрина молитвы» — 1854);
- «Orthodoxy, its truths and errors» («Ортодоксальность, её истины и ошибки» — 1866);
- «Steps of belief» («Шаги веры» — 1870);
- «Ten great religions» («Десять великих религий» — 1871);
- «Common sense in religion» («Здравый смысл в религии» — 1878);
- «How to find the Stars» («Как найти звёзды» — 1878);
- «Memorial and biographical sketches» («Воспоминания и биографические наброски» — 1878);
- «Anti-slavery days» («Дни протеста против рабства» — 1884);
- «Manual of Unitarian belief» («Инструкция унитарной веры» — 1884);
- «Every-day religion» («Религия на каждый день» — 1886);
- «Vexed questions» (1886) и другие.

Его автобиографию, дневник и переписку издал Эдуард Эверетт Хейл (Бостон, 1891).